# Real+
Real+는 대한민국의 여자 팝 가수 아이유의 7번째 싱글이면서 세 번째 미니음반 REAL의 후속 플러스 앨범으로써 2011년 2월 17일에 발매되었다. 총 3개의 트랙으로 구성되어 있으며 타이틀곡은 〈나만 몰랐던 이야기〉이다.

## 개요
Real+의 타이틀곡 〈나만 몰랐던 이야기〉는 윤상이 작곡하고 김이나가 작사한 곡으로 아이유의 슬픈 감성이 잘 묻어나고 윤상 특유의 노스탤지아 코드워크와 멜로디가 결합된 마이너 발라드 곡이다. 여기에 saintbinary의 작품인 〈잔혹동화〉와 피아니스트 김광민이 참여한 〈나만 몰랐던 이야기〉의 피아노 버전이 함께 수록되어 있다.
〈나만 몰랐던 이야기〉의 뮤직비디오는 티저가 2011년 2월 15일에 공개되었으며 정식 뮤직비디오는 2월 17일에 공개되었다. 아이유 버전의 뮤직비디오는 2월 23일에 공개되었다.
아이유는 〈나만 몰랐던 이야기〉로 KBS 《뮤직뱅크》에서 2월 18일에 컴백하였다.

## 트랙리스트
| #             | 제목                                         | 작사          | 작곡          | 편곡          | 재생 시간 |
| ------------- | -------------------------------------------- | ------------- | ------------- | ------------- | --------- |
| 1.            | 〈나만 몰랐던 이야기〉                       | 김이나        | 윤상          | 황현          | 3:22      |
| 2.            | 〈잔혹동화〉                                 | 김이나        | saintbinary   | saintbinary   | 3:42      |
| 3.            | 〈나만 몰랐던 이야기〉 (With Pianist 김광민) | 김이나        | 윤상          | 김광민        | 3:18      |
| 총 재생 시간: | 총 재생 시간:                                | 총 재생 시간: | 총 재생 시간: | 총 재생 시간: | 10:28     |

## 차트
| 이전 "Black & White"―G.NA | 가온 디지털 종합 주간 차트 1위 노래 2011년 2월 13일 ~ 2011년 2월 20일 (2주) | 다음 "Tonight"―빅뱅 |

## 참여스텝
- 프로듀서: 조영철
- 작곡 & 편곡: 윤상, saintbinary, 황현
- 작사: 김이나
- 스페셜 피아노: 김광민
- 레코딩 엔지니어: 손명갑, 이면숙, 허은숙, 정원석
- 레코딩 스튜디오: Loen studio, T studio, Booming studio, Sonic Edge studio
- 믹싱 엔지니어: 조준성
- 믹싱 스튜디오: W Sound
- 마스터링: 전훈 @ Sonic Korea
- 매니지먼트 디렉터: 남궁찬
- 아티스트 매니지먼트: 배종한, 조춘호
- 어시스턴트 매니지먼트: 이창희, 박정현, 박성우
- A&R: 김진명, 김이나, 오유경
- 마케팅: 박혜선, 박시원, 안수현
- 얼라이언스 마케팅: 김창수
- 어드미니스트레이션 서포트: 이정민
- 아티스트 Planning & Development: 정성욱, 권동진
- 비주얼 디렉터: 황수아
- 스타일리스트: 최혜련
- 보조 스타일리스트: 노주희
- 헤어: 김정한
- 메이크업: 고유경
- Executive Supervisor: 김영석, 임용수
- Executive Producer: 신원수